# تیمگاد
تیمگاد یک شهر به جامانده از دوران امپراتوری روم با قدمت ۱۰۰ سال قبل از میلاد است که در کوه آورس الجزایر واقع شده‌است. این مکان در سال ۱۹۸۲ در میراث جهانی یونسکو به ثبت رسید.

## موقعیت
ویرانه‌های شهر تیمگاد در سرازیری‌های آورس، حدود ۳۵ کیلومتری شهر باتنه (Batna) در الجزایر کنونی واقع شده‌است. شهر تیمگاد حدود ۲ هزار سال قبل توسط تراجان، امپراتور روم، ساخته شد. طراحی شهر باستانی تیمگاد با دقت بسیار زیادی انجام شده و یکی از بهترین مثال‌های باقی‌مانده از طراحی‌های شبکه‌ای است که توسط طراحان قدیمی روم به کار گرفته می‌شده‌است.

## ویژگی شهری
تیمگاد با بافت شطرنجی منعطف، منظم‌ترین نمونه شهرسازی رومی و بدون خیابان متقاطع است. طرح اصلی شهر تیمگاد یک مربع کامل با اضلاعی به طول ۳۵۵ متر بود با یک طرح قائم که به وسیله دکمنوس ماکزیموس decumanus maximus (با خیابان‌های شرقی-غربی) و کاردو cardo (با خیابان‌های شمالی-جنوبی) برجسته و با ردیف ستون‌های قرنتیان (Corinthian) خط‌کشی شده بود.
طرح به این منظور بود که فضایی را برای ۱۵۰۰۰ ساکن فراهم کند، ولی ساکنین شهر تیمگاد خیلی زود از این تعداد بیشتر شد و از این طراحی عمودی-افقی بیرون زد. این شهر گستردگی بیشتری پیدا کرد ولی امروزی‌تر سازماندهی شد. تیمگاد طی ۳۰۰ سال بعد توسعه پیدا کرد، واحدهای مسکونی به زمین اصلی اضافه و از سایز اصلی خودش ۴ برابر بزرگتر شد.

## فرجام
شهر تیمگاد طی قرن‌های دوم و سوم، در صلح و آرامش زیست. قرار داشتن در راس دره آبیود و یک تقاطع حیاتی، به رومی‌ها امکان کنترل یکی از محل‌های عبور و مرور در کوه‌های آورس را می‌داد، بنابراین دسترسی به آن از طریق صحرا را ایجاد می‌کرد. در شروع قرن سوم تیمگاد به مرکزی برای فعالیت مسیحیان و در قرن چهارم به مرکز فعالیت فرقه دوناتیست (Donatist) تبدیل شد. تیمگاد بعد از حمله وندال‌ها در قرن پنجم و متعاقب آن غارت و تخریب بربرها سقوط کرد.
در قرن ششم تیمگاد توسط امپراتوری ژوستین یکم، امپراتور بیزانس، دوباره احیا شد. دژی بیرون از شهر اصلی ساخته شد و در ساخت آن بسیاری از بلوک‌ها و دیوارهای بتنی که در زمان روم ساخته شده‌بود، مجدداً استفاده شد؛ ولی شهر تیمگاد یکبار دیگر در حمله اعراب در قرن هفتم سقوط کرد. تیمگاد بالاخره در قرن هشتم متروکه و به دست فراموشی سپرده شد تا در حفاری‌های اکتشافی باستان‌شناسی از زیرزمین در سال ۱۸۸۱ پیدا شد.